# شرج حاح (دوعن)
'

تعديل مصدري - تعديل

شرج حاح هي إحدى قرى عزلة صيف بمديرية دوعن التابعة لمحافظة حضرموت، بلغ تعداد سكانها 205 نسمة حسب تعداد اليمن لعام 2004.